# Olivia Hooker
Pour les articles homonymes, voir Hooker.
Olivia Juliette Hooker (12 février 1915 - 21 novembre 2018) est une psychologue et professeure américaine. Elle est la dernière survivante connue des émeutes raciales de Tulsa en 1921 et la première femme afro-américaine à entrer dans la garde côtière américaine en février 1945. Hooker devient une membre de la réserve féminine des garde-côtes des États-Unis au cours de la Seconde Guerre mondiale,. Elle sert dans la Garde côtière jusqu'à la dissolution de son unité au milieu de l'année 1946 ; elle est ensuite psychologue et professeure à l'université Fordham,. 

## Enfance et éducation
Hooker est née à Muskogee, dans l'Oklahoma, fille de Samuel et Anita (née Stigger) Hooker,. Au cours des émeutes raciales de Tulsa en 1921, des membres du Ku Klux Klan saccagent son domicile alors qu'elle se cache sous une table avec ses trois frères et sœurs,. Elle fonde plus tard la Tulsa Race Riot Commission dans l’espoir d'obtenir des réparations pour les survivants de l’émeute. En 2003, elle fait partie des survivants de l’émeute qui intentent un recours fédéral infructueux en vue d’obtenir réparation. 
Après les émeutes, sa famille déménage à Columbus, dans l'Ohio, où elle obtient son baccalauréat ès arts en 1937 à l'université d'État de l'Ohio. Durant son séjour à l'université, elle rejoint la sororité Delta Sigma Theta où elle plaide pour que les femmes afro-américaines soient admises dans l'US Navy. En 1947, elle obtient sa maîtrise du Teachers College de l'université Columbia et, en 1961, son doctorat en psychologie de l'université de Rochester. 

## Carrière

### Garde côtière américaine

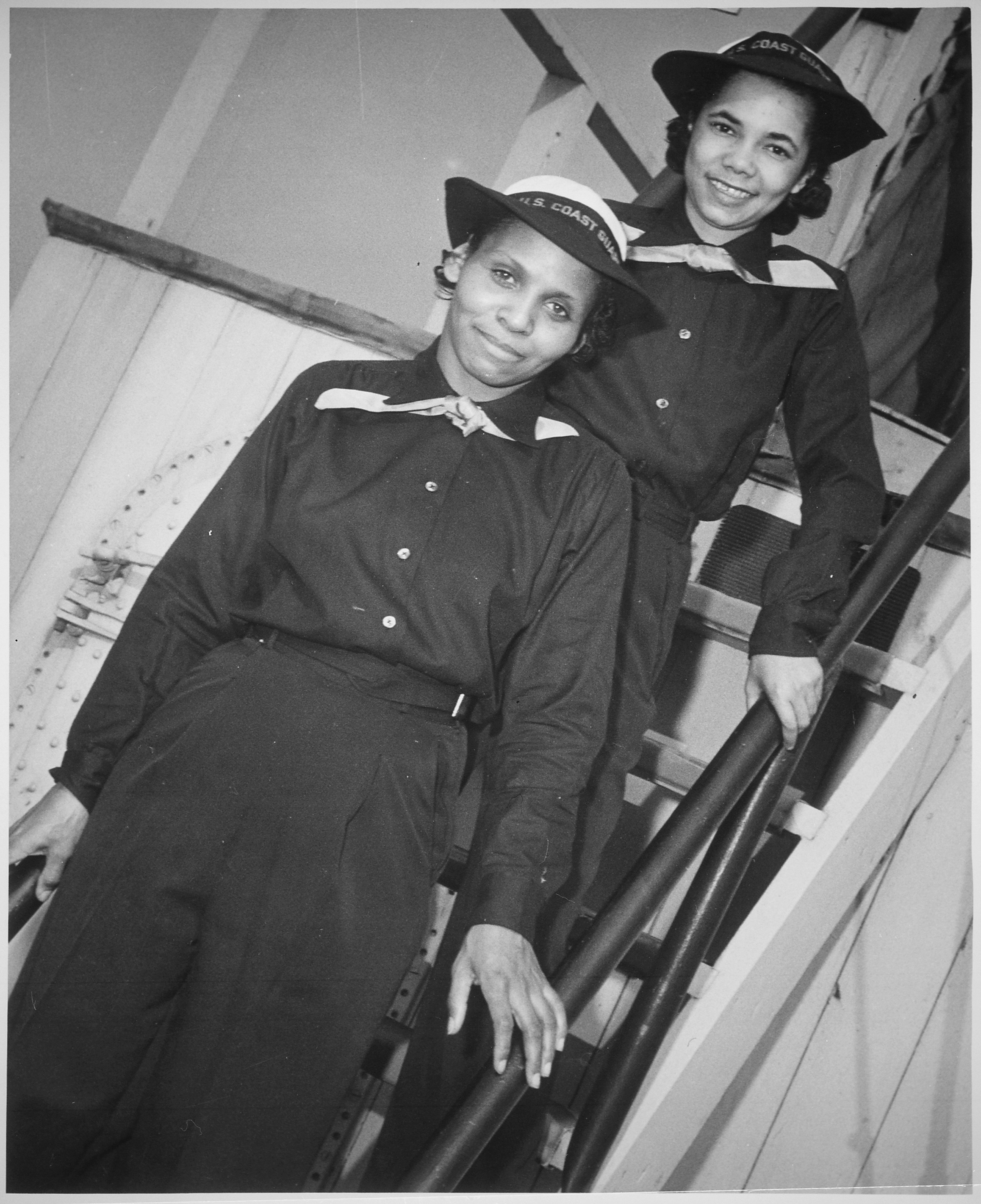
Olivia Hooker (devant) avec Aileen Anita Cooks (derrière) sur le (surnommé USS Neversail) pendant l'entraînement au démarrage, Manhattan Beach, Brooklyn

Hooker postule auprès du Women Accepted for Volunteer Emergency Service de la marine des États-Unis (WAVES), mais est refusée en raison de son appartenance ethnique. Elle conteste le rejet en raison d'un détail technique et est finalement acceptée. Cependant, elle a alors déjà décidé de rejoindre la Garde côtière. Elle entre dans la garde côtière américaine en février 1945. À partir du 9 mars 1945, elle suit un entraînement de base pendant six semaines à Manhattan Beach, à Brooklyn, où la réserve féminine de la Garde côtière (SPARS) a ses cours et examens. Elle est l'une des premières cinq femmes afro-américaines à s'être inscrite au programme SPARS. Après une formation de base, Hooker se tourne vers la formation de yeoman et reste au camp d'entraînement pendant neuf semaines supplémentaires avant de se rendre à Boston. Là, elle effectue des tâches administratives et obtient le rang de yeoman de deuxième classe dans la réserve féminine de la Garde côtière. En juin 1946, le programme SPAR est dissous et Hooker obtient le rang de sous-officier de 2e classe et un prix pour bonne conduite,. 

### Psychologie
Après son master, Hooker déménage dans le nord de l'État pour travailler dans le département d'hygiène mentale d'un établissement pénitentiaire pour femmes du comté d'Albion. Beaucoup de femmes dans cet établissement sont considérées par le personnel comme ayant de graves difficultés d'apprentissage. Hooker estime alors qu’elles sont plus capables que prévu, les réévalue et les aide à poursuivre leurs études et à obtenir de meilleurs emplois. Elle attribue ce succès à « les avoir approché avec un esprit ouvert ». 
En 1963, elle rejoint l'Université Fordham en tant que chargée de cours clinique ; finalement, elle est professeure agrégée jusqu'en 1985. 
Hooker est l’une des fondatrices de la Division 33 pour les Déficiences intellectuelles et des troubles du développement de l'Association américaine de psychologie (APA). Elle est aussi l'une des premières directeurs du Kennedy Child Study Center à New York. 

### Fin de vie et mort
Hooker prend sa retraite à l'âge de 87 ans et rejoint la Garde côtière auxiliaire à l'âge de 95 ans. Elle fait également du bénévolat à Yonkers dans l'État de New York. 
Le 21 novembre 2018, elle meurt de causes naturelles chez elle, à White Plains, dans l'État de New York, à l'âge de 103 ans. 

## Hommages et distinctions
Hooker reçoit la citation présidentielle de l'American Psychological Association en 2011. En 2012, elle est intronisée au Temple de la renommée des anciens combattants du Sénat de l'État de New York. 
Le 9 février 2015, Kirsten Gillibrand prend la parole devant le Congrès pour « rendre hommage » à Hooker. 
La même année, le service de restauration Olivia Hooker situé sur le site de la garde côtière de Staten Island est nommé en son honneur,. Un centre de formation situé au siège de la Garde côtière à Washington DC porte également son nom. 
Le 20 mai 2015, le président Barack Obama lui rend hommage lors de sa participation au 134e lancement de la US Coast Guard Academy. 
Le 11 novembre 2018, Google l'honore en racontant son histoire dans le cadre d'un Google Doodle pour la Journée des anciens combattants. 